# Waterloo Road (Film)
Waterloo Road ist ein britisches Weltkriegsdrama aus dem Jahre 1945 von Sidney Gilliat mit John Mills und Stewart Granger in den Hauptrollen.

## Handlung
Zweiter Weltkrieg. Jim Colter ist eingezogen, seine Frau Tillie sitzt daheim in London. Sie erinnert sich, wie alles mit Jim begann und wie er zu Beginn des Krieges zögerte, angesichts der weltpolitischen Umstände jetzt schon Kinder haben zu wollen. Nun, wo er in der Uniform steckt, erreicht ihn ein Brandbrief seiner Schwester Ruby, in dem diese schreibt, dass ein schmieriger Lackaffe und Drückeberger namens Ted Purvis sich an seine Frau ranmachen würde. Um nach dem Rechten zu sehen, erbittet Jim Colter kurzfristig Freigang, der ihm aber nicht gewährt wird. Während einer Zugfahrt entwischt er seinem Begleiter Corporal Lewis und stößt später auf den kanadischen Soldaten Mike Duggan, der sich gleichfalls unerlaubt von der Truppe entfernt hat und ihm nun einen Tipp geben kann, wo er sich am besten versteckt. Jim kehrt zu seiner Mutter zurück und fragt nach Tillie, wird aber durch ein Klopfen an der Tür unterbrochen. Es ist die Militärpolizei, die das Haus durchsucht und nichts findet. Kurz darauf eilt Jim zu Ruby und fragt sie hinsichtlich Ted Purvis aus. Sie sagt, er solle doch einmal in der Pinte Lucky Star vorbeischauen. Jim geht dorthin und gerät in einen Kampf mit Teds Freund Alf, was dazu führt, dass Jim bewusstlos geschlagen wird. Ein Militärpolizist bringt Jim zu dem Arzt Dr. Montgomery. Der erkennt, dass Jim ein Deserteur sein muss und versorgt diesen mit Informationen über den windigen Ted.
Währenddessen lädt Ted Tillie zum Abendessen ein, und sie nimmt nach einigem Zögern an. Jim erfährt von diesem Umstand von einem gewissen Tom Mason, der Jim kurz darauf auf der Straße trifft. Er sagt ihm widerwillig, wo Tillie ist, aber Jim erreicht das Lokal zu spät. Ein Kellner erklärt, dass Ted bei Toni sein könnte, einem Friseur. Unterwegs stößt Jim wieder auf Mike Duggan, und er muss sich vor der Militärpolizei in einem Tätowierstudio verstecken. Bei Toni stößt Jim auf eine wütende und verbitterte bittere Frau, die erst von Ted verführt und dann verlassen wurde. Sie schlägt Jim vor, es im Alcazar-Club zu versuchen. Ted und Tillie sind tatsächlich da. Der Verführer schwallt sie mit Süßholzgeraspel zu, und sie ist hin- und hergerissen. Obwohl Tillie Jim liebt, bietet Ted ihr eine echte Zukunft, verspricht alles Mögliche – anders als Jim, der in Tillies Augen bislang bezüglich ihres Familienwunsches einfach nicht zu Potte kam. Jim will sich endlich Ted vorknöpfen, da taucht die Militärpolizei auf und verlangt von sämtlichen Anwesenden deren Papiere. Während er noch auf seine Kontrolle warten muss, sind Tillie und Ted bereits gegangen. Jim kann sich aus dem Lokal hinausschleichen, sieht aber wie seine Frau mit Ted ein Taxi besteigt und fortfährt.
Jim kehrt niedergeschlagen nach Hause zurück. Seine Mutter sagt, dass Tillie wahrscheinlich im Luftschutzbunker unterhalb der U-Bahn-Station Waterloo Station sein wird. Tatsächlich wurde sie jedoch von Ted in dessen Wohnung gelockt, und obwohl Alf und seine Freundin May sich ebenfalls dort aufhalten, macht Ted beiden klar, dass sie sich verziehen sollen. Dr. Montgomery sah die beiden die Wohnung betreten, woraufhin er sofort Jim benachrichtigt. Der Arzt gibt Jim überdies einen Tipp, was er bei einem wahrscheinlich anstehenden Zweikampf mit dem ehemaligen Boxer Ted beachten solle. Als Jim in der Wohnung eintrifft, erfährt er, dass seine Tillie Ted soeben geohrfeigt hat, und es kommt zu einem Kampf. Ted gewinnt zunächst die Oberhand, aber Jim kann Ted mit dem Wissen um dessen Schwächen schließlich niederringen. Dr. Montgomery pflegt Teds Wunden und teilt ihm mit, dass er unter einer Erkrankung leiden würde, und die hätte für ihn folgende Konsequenz: „Wein, Weib und Gesang müssen eine immer unwichtigere Rolle in deinem Leben spielen“. Jim und Tillie versöhnen sich, und zwei Jahre später wird endlich das ersehnte Kind geboren. 

## Produktionsnotizen
Waterloo Road entstand innerhalb von nur zehn Drehtagen in der ersten Jahreshälfte 1944, als einer der Hauptdarsteller, Stewart Granger, gerade eine Drehpause von der Großproduktion Cornwall Rhapsodie hatte. Die Uraufführung verspätete sich bis zum 5. Februar 1945. In Deutschland wurde der Streifen nicht gezeigt. 
Maurice Ostrer war Produktionschef. Alex Vetchinsky entwarf die Filmbauten, Yvonne Caffyn kümmerte sich um die Kostüme. Louis Levy übernahm die musikalische Leitung.

## Kritiken
Der Movie & Video Guide fand, der Film sei ein „erfreuliches Drama aus der Kriegszeit“ und resümierte: „Beschwörend zu seiner Zeit, profitiert der Film doch auch von lebhaften Anklängen von Humor.“

„Unprätentiös, glaubwürdig, durchgehend unterhaltsam und genau die richtige Länge.“

Halliwell‘s Film Guide meinte: „Was zu der damaligen Zeit als heiterer Realismus rüberkam wirkt heute chronisch erzwungen, aber es können noch immer amüsante Momente entdeckt werden“.